# Уар (Шмарин)
Епи́скоп Уа́р (в миру Пётр Алексе́евич Шма́рин; 11 октября 1880, село Новоситовка, Тамбовская губерния — 23 сентября 1938, Карагандинская область) — епископ Русской православной церкви, епископ Липецкий, викарий Тамбовской епархии.
Причислен к лику святых Русской православной церкви в августе 2000 года.

## Семья
Родился в бедной крестьянской семье Алексея и Марфы Шмариных, в которой было тринадцать детей, но до взрослого возраста дожили только двое, Пётр и его сестра. После ранней смерти отца с шести лет помогал матери по хозяйству.
Жена — Клавдия Георгиевна, урождённая Стрельникова, из богатой купеческой семьи, скончалась от тифа в 1918 году. В семье было шестеро детей — четверо сыновей и две дочери. Дочь Клавдия Петровна Шмарина (родилась в 1909 году) проживала в городе Воронеж и умерла там в 2012 году.

## Образование
По рекомендации местного священника и за его счёт окончил четырёхгодичную сельскую школу. Затем священник ходатайствовал перед властями о продолжении обучения талантливого мальчика. Получил образование за казённый счёт в гимназии в Тамбове и в церковно-учительской семинарии в селе Ново-Александровка Козловского уезда Тамбовской губернии.
Окончив учебное заведение, отец Петр не считал полученное им образование достаточным и всю жизнь занимался самообразованием. Он собрал дома большую библиотеку как духовного, так и светского содержания. Хорошо ориентировался в религиозно-философских течениях своего времени, политике, социальном обустройстве общественной жизни. У него были обширные познания в области медицины и собрана большая библиотека по специальным медицинским вопросам. Он никогда не обращался к помощи врачей и своих детей лечил сам, за исключением случаев чрезвычайных, когда требовалось хирургическое вмешательство. К нему за медицинской помощью обращались крестьяне всех окрестных селений.

## Диакон и священник
После окончания учительской семинарии работал преподавателем. С 21 марта 1904 года нёс служение диакона в Саратовской епархии.
В феврале 1910 года священноначалие предложило диакону Петру отправиться для служения или в Америку, или в Финляндию. Он выбрал служение в Америке, но этому решению воспротивилась жена, а также брат и сестра жены. Отец Петр подчинился желанию родственников, сообщив священноначалию, что готов ехать служить в Финляндию.
С 28 октября 1910 года служил священником Крестовоздвиженского храма на острове Манчинсаари на Ладожском озере (ныне — остров Мантсинсаари, Республика Карелия). Через некоторое время отца Петра перевели в храм в селе Мустамяги неподалёку от Выборга. С 1913 по 1915 годы издавал и редактировал газету «Карельские известия».
После революции, Финляндия отделилась от России, а отец Петр с семьёй и все их родственники выехали в Петроград. Из вещей взяли только самое необходимое для детей. Отец Петр отвез жену с детьми в село Новоситовка к своей матери, а сам остался в Петрограде.
С 1918 года служил в церкви Никиты Великомученика в селе Тютчево близ города Лебедянь Тамбовской губернии (ныне — село в Липецкой области). Несколько раз кратковременно арестовывался, в том числе в 1924 году. От него требовали снять сан, предлагая хорошую работу и квартиру, но он каждый раз отвечал отказом: «Того, чего вы от меня добиваетесь, — этого вы никогда не добьётесь. Уж я такой человек: во что верую — тому никогда не изменю, так что напрасны все ваши усилия».
В 1922—1923 годах активно выступал против обновленческого движения. В Обращении благочинного 4 Лебедянского Церковного Округа священника с. Калинино протоиерея Николая Скрижалина к Патриарху Тихону от 28 июля 1923 года значится: «В помощи Вашего Святейшества мы очень нуждаемся, ибо агенты ВЦУ здесь на местах явно содействием гражданской власти пользуются. Только этим можно объяснить арест и заключение в тюрьму священника с. Тютчева, Лебедянского уезда, Петра Шмарина, который праздновал праздник св. ап. Петра и Павла по старому стилю и в своей проповеди отрекся от ВЦУ, от обновленчества и признал руководителей его еретиками…»

## Епископ
20 августа 1926 года священник Петр Шмарин при предварительном пострижении в монашество с именем Уар был хиротонисан во епископа Липецкого. Сначала он служил в Липецком Христорождественском соборе, а после его закрытия в 1931 году — в Успенской церкви. Епископ Уар стал непоколебимым оплотом православия в Липецком крае и непримиримым борцом с обновленчеством.
В 1932 году был арестован его старший сын, священник Николай Шмарин. После отказа снять сан Николай Шмарин был приговорён к трём годам заключения в сибирском лагере.

25 декабря 1934 г. осведомитель Липецкого горотдела НКВД сообщал: «Деятельность епископа Уара все усиливается и усиливается. Популярность его все возрастает. Он делается любимцем граждан г. Липецка и окружающих деревень верст за 60. Он имеет большое влияние на верующих. Он является большой объединяющей силой. Под его руководством священники вербуют себе единомышленников…»

Во время Великого поста в первых числах апреля 1935 года верующие Христо-Рождественского храма села Студёнки выступили против снятия колоколов с церкви и не допустили до храма бригаду по сбору металлолома. После этого были арестованы священник, диакон, староста храма, наиболее активные прихожане.

## Арест и суд
8 июня 1935 года владыку Уара арестовали. В постановлении о производстве обыска и ареста записано:

«Епископ Уар вел антисоветскую агитацию против Советской власти и её мероприятий, используя религиозные предрассудки крестьянской массы. Был активным участником контрреволюционной группы, организовавшей в с. Студенки 19-20 апреля 1935 г. массовое антисоветское выступление женщин для оказания сопротивления органам власти при снятии колоколов с Студеновской церкви».

Уар обвинение отверг, заявив: «Виновным себя я не признаю. Никогда я агитации против советской власти и её мероприятий не вел. Также никакого участия в выступлении женщин, не дававших снимать в селе Студенки колокола, не принимал».
11 сентября 1935 года на выездной сессии специальной коллегии Воронежского областного суда епископ Уар осужден по статьям 58-10-2, 58-11 УК РСФСР и приговорён к восьми годам лишения свободы. 
 Обвинительное заключение полностью повторило постановление об аресте, епископ Уар был обвинён в том, что был идейным руководителем массового выступления женщин в с. Студенки, систематически проводил контрреволюционную агитацию против Советской власти и партии и т.д…
После суда на свидании сказал детям: «Не плачьте и не переживайте. Живите, как жили. Живите честно. За меня не мстите. Главное — прожить жизнь достойно».

## Тюрьма, лагерь, мученическая кончина
На следующий день после заседания суда 12 сентября 1935 года владыку этапом отправили в тюрьму в город Мичуринска Тамбовской области, где он пробыл до марта 1936 года, а затем был отправлен в Карагандинские лагеря, куда прибыл 8 февраля 1937 года.
В лагере сначала был занят на мощении дорог, позже ввиду физической немощи (после проведения медицинского обследования у него был выявлен миокардит и пляска святого Витта) был переведён счетоводом. В этом же лагере содержалась староста липецкого собора, осуждённая за то же дело, что и Шмарин. Она писала родным:

Владыке приходится сейчас очень тяжело. Он больной и немощный, а его заставляют тяжело работать. Но вы его все знаете, он никогда не унывает, сам крепится и нас всех поддерживает.

Из лагеря владыка писал родным, стараясь их подбодрить, что живёт —

слава Богу, жаловаться не на что. И физический труд на пользу. Что касается пищи, то это щи да каша, самая наша крестьянская пища.

В 1936—1938 годах содержался вместе с политическими заключёнными. В 1938 году переведён на участок под названием Меркеле, в барак, где содержались уголовники. 23 сентября 1938 года после многодневных избиений уголовниками владыка Уар скончался. Похоронен на кладбище Самарского отделения Карагандинского лагеря.
В начале 1991 года дочь владыки Клавдия Шмарина обратилась к Михаилу Горбачёву с просьбой о реабилитации отца.
Постановлением президиума Верховного суда РСФСР от 20 ноября 1991 года Шмарин Петр Алексеевич «за отсутствием состава преступления» реабилитирован.
На Юбилейном Архиерейском соборе Русской православной церкви в августе 2000 года епископ Уар прославлен в сонме новомучеников и исповедников Российских для общецерковного почитания. Память священномученика Уара совершается 10 (23) сентября.
В Липецке, в новых микрорайонах возводится храм в честь священномученика Уара, первого епископа Липецкого. Решение о строительстве нового храма в Липецке было принято в 2007 году. По проекту, храм будет двухэтажным: нижний придел будет освящён в честь святого благоверного великого князя Александра Невского, верхний основной — в честь священномученика Уара, первого епископа Липецкого. Уникальность храма будет состоять в том, что он будет исполнен в греческом, а точнее новоафонском стиле. Пять куполов храма будут греческими полукруглыми. Высота храма составит 36 м.